# Nettuno e Anfitrite
Nettuno e Anfitrite è un mosaico proveniente dalla Casa di Nettuno e Anfitrite, a cui ha dato il nome, rinvenuto durante gli scavi archeologici di Ercolano ed ancora conservato nella sua collocazione originaria.

## Storia e descrizione
A seguito del terremoto di Pompei del 62 si resero necessari dei lavori di ristrutturazione per l'intera casa: nel corso di questi, in particolare intorno al 70, si abbellì notevolmente anche il triclinio estivo, nel quale, su una parete, venne realizzato il mosaico: questo era già visibile dall'ingresso della dimora, grazie ad un'ampia finestra che si apriva nel tablino. Sepolto sotto una coltre di fango durante l'eruzione del Vesuvio del 79, non venne rinvenuto dalle esploratori borbonici nel corso del XVIII secolo, sfuggendo ai cunicoli che questi scavarono per indagare le varie zone della città: uno dei cunicoli venne aperto proprio a pochi metri dell'opera, rischiando di danneggiarla irreparabilmente. Il mosaico fu invece scoperto tra il 1932 ed il 1934, durante gli scavi promossi da Amedeo Maiuri, che riportarono alla luce l'intera abitazione: tuttavia questo sorgeva su una parete quasi del tutto crollata, che venne immediatamente ricostruita, e per evitare ulteriori danni venne prima puntellato e poi completamente restaurato.
Il mosaico, realizzato su una precedente decorazione pittorica che adornava la parete e che in parte ancora si nota alla base dell'opera, è racchiuso in una cornice fatte da conchiglie: seguono quindi altre due cornici, una in verde ed una in blu; al centro della scena sono posti i due personaggi principali, ossia Nettuno e Anfitrite ritratti in una posa quasi fotografica e racchiusi in una sorta di nicchia a pentagono. Sulla parte superiore si apre una conchiglia stilizzata sorretta da elementi decorativi egittizanti, a loro volta racchiusi in due colonne sulle quali poggia un architrave finemente decorata: il colore predominante in tutta l'opera è il blu e le sue diverse tonalità ed il mosaico è realizzato con tessere in pasta vitrea.